# Uwe Gottschalk
Uwe Gottschalk (* 14. Juli 1944 in Helmstedt) ist ein ehemaliger deutscher Tennisspieler.

## Leben
In Helmstedt geboren, in Hamburg aufgewachsen, begeisterte sich Uwe Gottschalk schon sehr früh für den Tennissport. Mit neun Jahren nahm er an den Deutschen Bambino-Meisterschaften teil. Er gewann mehrere deutsche Meistertitel im Einzel und Doppel und internationale Meistertitel. Darüber hinaus gelangen ihm Siege wie im Kings Cup gegen den tschechischen Wimbledongewinner Jan Kodeš. Die Nominierung für die deutsche Davis-Cup-Mannschaft 1966 sowie Turnierteilnahmen in Wimbledon, bei den French Open und beim Monte Carlo Masters 1967 zählen ebenfalls zu den Höhepunkten seiner Laufbahn.
Seine jahrelange Teilnahme (1963 bis 1970) am damaligen „Allgemeinen Turnier“ des BTTC führte Uwe Gottschalk nach Bielefeld, wo er schließlich mit seiner Frau und seinen drei Töchtern heimisch wurde. Uwe Gottschalk spielte fortan sehr erfolgreich auf Verbandsebene weiter und sicherte der Mannschaft des BTTC mehrere Erfolge. Auch dem LTTC Rot-Weiß Berlin blieb Uwe Gottschalk treu und gewann zahlreiche deutsche und internationale Mannschaftstitel. Trotz Verletzungen spielte Gottschalk bis ins hohe Alter und wurde schließlich 2018 mit der 1. Herrenmannschaft 70+ des BTTC nochmals Westfalenmeister.

## Stationen und Vereinszugehörigkeiten
THC Altona Bahrenfeld, Klipper Hamburg, LTTC Rot-Weiß Berlin, Bielefelder TTC

## Titel
|      | Titel National                   |                 |
| 1962 | Deutscher Jugendmeister          | Doppel          |
| 1965 | Deutscher Nachwuchsmeister       | Einzel / Doppel |
| 1965 | Deutscher Studentenmeister       | Doppel/ Mixed   |
| 1966 | Deutscher Nachwuchsmeister       | Einzel          |
| 1967 | Deutscher Studentenmeister       | Einzel / Doppel |
| 1970 | Deutscher Meister Herren (Halle) | Einzel/ Doppel  |
| 1972 | Deutscher Meister Herren (Halle) | Doppel          |
| 1974 | Deutscher Meister Herren         | Doppel          |

|      | Titel International                      |        |
| 1966 | Internationaler Deutscher Meister Herren | Doppel |
| 1967 | Internationaler Deutscher Meister Herren | Doppel |

|            | Titel Mannschaft               |      |
| 1972- 1976 | Deutscher Meister              | LTTC |
| 1984- 1990 | Deutscher Meister Jungsenioren | LTTC |
| 1990       | Deutscher Meister Senioren     | LTTC |
| 1991       | Europameister Clubmannschaft   | LTTC |
| 1992       | Europameister Clubmannschaft   | LTTC |
| 1993       | Weltpokalsieger Clubmannschaft | LTTC |